# Jan Idzi Wężyk
Jan Idzi Wężyk herbu Wąż (zm. 1 lipca 1759 roku) – pisarz ziemski wieluński w latach 1724–1759, w 1734 roku występuje jako stolnik wieluński, rotmistrz królewski, konsyliarz i delegat ziemi wieluńskiej w konfederacji dzikowskiej.